# Praden
Praden foi uma comuna da Suíça, no Cantão Grisões, com cerca de 115 habitantes. Estendia-se por uma área de 6,42 km², de densidade populacional de 18 hab/km². Confinava com as seguintes comunas: Calfreisen, Castiel, Churwalden, Lüen, Maladers, Tschiertschen.
A língua oficial nesta comuna era o Alemão.

## História
Em 1 de janeiro de 2009, passou a formar parte da nova comuna de Tschiertschen-Praden.